# Comic Tom
Comic Tom (jap. コミックトム komikku tomu) war ein japanisches Manga-Magazin, das von 1965 bis 2001 monatlich im Verlag Ushio Shuppansha erschien.

## Veröffentlichungsgeschichte
Das Magazin wurde während seines Erscheinens mehrmals umbenannt. Während es 1965 noch Kibō no Tomo (希望の友) hieß, wurde es 1978 in Shōnen World (少年ワールド shōnen worudo) und 1980 schließlich in Comic Tom umbenannt. Von 1998 bis 2001 kam es als Comic Tom Plus (コミックトムプラス komikku tomu purasu) heraus. Es hatte zeitweise eine Auflage von 150.000 Exemplaren pro Ausgabe.
Das Konzept des Magazins änderte sich während seines Erscheinens. Im Laufe der Veröffentlichungsgeschichte kristallisierten sich historische Comics und Science-Fiction-Geschichten als die Genres heraus, die das Magazin vorwiegend förderte. Während man sich in der Anfangszeit vor allem auf die Veröffentlichung von Shōnen-Manga für Jungen spezialisierte, veränderte sich die Zielgruppe, sodass das Magazin ab den 1980er Jahren vor allem von Erwachsenen gelesen wurde.
Zu den wichtigsten Titeln, die in dem Magazin erschienen sind, zählt Mitsuteru Yokoyamas Sangokushi, an dem er ab 1971 für das Magazin arbeitete und 1986 – nach fünfzehn Jahren und einem Umfang von über 12.000 Seiten – abschloss. Osamu Tezuka veröffentlichte Buddha, seine Biografie Siddhartha Gautamas, von 1972 bis 1983 und Ludwig B über das Leben Ludwig van Beethovens von 1987 bis 1989 in Comic Tom. Hisashi Sakaguchi zeichnete das Werk, das für ihn den Durchbruch als Comiczeichner bedeutete – Ishi no Hana –, von 1983 bis 1986 und später den Science-Fiction-Manga Version für dieses Magazin. Am längsten, über zwanzig Jahre lang (1979–2000), war der Historiencomic Fuūnji tachi von Tarō Minamoto im Magazin zu lesen. Regelmäßige Zeichner waren beispielsweise auch Daijirō Morohoshi und Yukinobu Hoshino.
Fujiko Fujio zeichneten in den 1970er und 1980er Jahren diverse Mangas für Comic Tom, zunächst als Duo, danach getrennt. Zu diesen gehören Pokonyan (1975–1978), T.P. Bon (1978–1986) und Pāman no Shiteiseki (1983–1997). Leiji Matsumoto steuerte von 1998 bis 2000 die Serie Jijo Eiyūden bei, Yoshikazu Yasuhiko von 1990 bis 1996 Niji-iro no Trotsky.
Ab den 1980er Jahren arbeiteten auch immer mehr weibliche Zeichnerinnen, die eine erfolgreiche Karriere im Shōjo- oder Josei-Manga hinter sich hatten, für das Magazin – darunter Akemi Matsuzaki, Reiko Okano, Riki Kusaka, Minori Kimura und vor allem Ryōko Yamagishi. Letztere brachte in Comic Tom vorwiegend Mangas mit Stoffen aus der antiken Mythologie ein wie Tutanchamun (1996–1997), Isis (1997) und Aoao no Jidai (1998–2000).
Die Sammelbände der im Magazin veröffentlichten Mangas erschienen im Taschenbuchformat bei Ushio Shuppansha im Label Kibō Comics.